# Tipula (Pterelachisus) variata
Tipula (Pterelachisus) variata is een tweevleugelige uit de familie langpootmuggen (Tipulidae). De soort komt voor in het Nearctisch gebied.